# Верхняя Залегощь
Ве́рхняя За́легощь — село в составе Корсунского сельского поселения Верховского района Орловской области России.

## География
Расположено на холмистой местности по обеим сторонам реки Залегощи в 18 км от районного центра Верховье, в 10 км от сельского административного — села Корсуни.

## Название
Название получено от реки Залегощи по местоположению в верхнем её течении, нежели другое село Нижняя Залегощь, находящееся ниже по течению.

## История

Группа казаков. Село Вышняя Залегощь. Экспедиционная съемка. 1902.

Время образования поселения точно неизвестно, но оно связано с расселением по уезду казачества. По преданию эта местность была заселена донскими или украинскими казаками для охраны территории от литовских и крымскотатарских набегов. Переселенцы поселились здесь на свободных местах и стали заниматься земледелием. До 1836 года крестьяне в метрических книгах и в земельном генеральном плане писались «казаками». В 1750 году в селе уже существовал храм во имя Покрова Пресвятой Богородицы. В 1772 году на средства прихожан была построена однопрестольная каменная церковь без колокольни. В 1883 году началось строительство нового каменного храма, строительный материал для которого использовали со старого, и построен был в 1898-м. Приход состоял из одного села. В 1915 году в селе насчитывалось 711 крестьянских дворов. Имелась земская школа и церковно-приходская.
До образования Верховского района село входило в состав Новосильского уезда Тульской губернии.

## Население
| Годы      | 1857 | 1859 | 1915 | 2010 |
| --------- | ---- | ---- | ---- | ---- |
| Население | 2854 | 2802 | 5555 | ↘292 |